# Блумберг (город)
Блумберг (нем. Blumberg) — город в Германии, в земле Баден-Вюртемберг.
Подчинён административному округу Фрайбург.